# Invasione islamica della Gallia
L'invasione islamica della Gallia, nota anche come invasione araba o omayyade della Gallia o come guerra franco-araba o franco-omayyade, fu una serie di campagne militari condotte dal califfato omayyade, principalmente tramite i wali di al-Andalus, nel tentativo di espandere in Gallia il proprio territorio. Nonostante all'inizio gli Omayyadi fossero riusciti a prendere rapidamente il controllo della Settimania, le successive incursioni in Aquitania, Borgogna e Provenza non portarono risultati duraturi. A partire dal 736 i Franchi, sotto la guida di Carlo Martello e poi di suo figlio Pipino, avviarono una serie di campagne di riconquista che sottrasse progressivamente agli invasori i territori conquistati. Nel 759, dopo quarant'anni dal loro arrivo, le forze musulmane persero anche la Settimania e si ritirarono in al-Andalus.

## Problema storiografico
L'invasione islamica della Gallia avvenne nel pieno dei cosiddetti "secoli bui" che precedettero il rinascimento carolingio: un periodo caratterizzato da una scarsissima produzione di documenti scritti. Le prime cronache che ne fanno menzione, ossia gli Annali di Metz, il Chronicon Moissiacense e il Chronicon Anianense, tutt'oggi considerati le principali fonti su ciò che accadde in quegli anni, furono redatti in un periodo compreso tra i 50 e i 70 anni dopo gli eventi che narrano. Ciò significa che per diversi decenni la trasmissione di ciò che avvenne durante il conflitto franco-omayyade fu affidata quasi esclusivamente alla tradizione orale o persino a quella popolare, nella quale eventi e personaggi relativi a questo periodo finirono inevitabilmente per mescolarsi, sovrapporsi e arricchirsi di dettagli spuri. Inoltre molte delle cronache redatte a partire dalla seconda metà del IX secolo furono spesso scritte con intenti propagandistici o celebrativi più che storiografici e in esse molti eventi vennero modificati o il loro ordine alterato al fine di rappresentare specifici personaggi sotto una luce migliore o peggiore a seconda dei casi.
Nonostante le ulteriori indagini storiche e archeologiche portate avanti nel corso degli anni abbiano gettato maggiore luce su alcune delle vicende della guerra, non si è ancora raggiunto un pieno consenso storiografico sull'effettiva estensione e cronologia del conflitto. Per questo motivo ancora oggi diverse fonti forniscono talvolta anni diversi per i medesimi eventi e l'esatta sequenza di essi è spesso riportata in maniera differente a seconda dell'autore.

## Contesto storico

### Espansione islamica
Le forze del califfato omayyade, allora in piena fase di espansione, avevano da poco terminato la loro campagna di conquista del Maghreb quando nel Regno dei Visigoti, a seguito della morte del re Witiza nel 710, scoppiò una guerra civile tra Roderico e Agila II per succedere al trono. Approfittando della spaccatura del regno spagnolo, un esercito composto da arabi e berberi attraversò lo stretto di Gibilterra nel 711, secondo alcune fonti su invito dello stesso Agila. Dopo aver sconfitto Roderico nella battaglia del Guadalete, gli invasori iniziarono a conquistare e sottomettere tutte le città del regno e nel giro di pochi anni riuscirono a prendere il controllo dell'intera penisola iberica, che assunse il nome arabo di al-Andalus.
Per sfuggire alla conquista, parte della nobiltà visigota si rifugiò in Settimania, unica regione del regno situata a nord dei Pirenei, ed elesse Ardo come nuovo re, garantendo almeno temporaneamente la sopravvivenza dello stato visigoto.

### Frammentazione del regno franco
Nel frattempo, al di là dei Pirenei, anche il Regno dei Franchi stava attraversando un periodo di grande instabilità. I re Merovingi non avevano ormai alcun potere effettivo e i vari regni costituenti del dominio franco si comportavano sempre più come entità indipendenti sotto la spinta dei rispettivi maestri di palazzo, emersi prepotentemente dal vuoto di potere monarchico come sovrani de facto delle varie parti del regno.
Sul finire del VII secolo il maestro di palazzo di Austrasia Pipino di Herstal riuscì a riunire nuovamente sotto di sé l'intero regno, tuttavia la sua morte nel dicembre 714 diede inizio a una guerra civile tra le varie fazioni franche per deciderne il successore. Nel 719 emerse vincitore del conflitto Carlo Martello, che riuscì a imporsi come maestro di palazzo dell'intero regno. Tuttavia, nonostante la vittoria nominale, il nuovo maggiordomo avrebbe dovuto combattere ancora a lungo per ricondurre sotto il suo controllo effettivo la totalità dei domini franchi. Le spinte autonomistiche dei vari vassalli del regno infatti non erano state completamente sopite, in particolare quelle dei duchi d'Aquitania, i quali negli anni successivi, pur avendo formalmente riconosciuto l'autorità del governo centrale, continuarono ad agire in maniera di fatto autonoma e talvolta anche contrapposta rispetto al maestro di palazzo.

## Fasi del conflitto

### Conquista omayyade della Settimania (719-725)

#### Presa di Narbona e assedio di Tolosa
L'invasione dei territori a nord dei Pirenei fu la naturale continuazione della conquista della penisola iberica. la Settimania era infatti l'ultima provincia superstite del regno visigoto e la sua caduta era necessaria ai musulmani per garantire la stabilità delle loro nuove conquiste in Spagna. Le truppe omayyadi si affacciarono per la prima volta in Gallia, guidate dal wali al-Hurr ibn Abd al-Rahman al-Thaqafi, già nel 717 durante la loro campagna in Catalogna, ma si trattò solo di brevi ricognizioni. Alcune fonti islamiche tarde, come Al-Maqqari, parlano anche di una spedizione tra il 712 e il 714 guidata da Musa ibn Nusayr che si spinse fino alle bocche del Rodano, ma la maggior parte degli storici le ritiene oggi non affidabili.
La vera e propria invasione ebbe inizio sotto il seguente wali al-Samh ibn Malik al-Khawlani (chiamato Zama nelle fonti cristiane), che nel 719 (o secondo altre fonti nel 720) valicò i Pirenei con un ingente esercito e mise sotto assedio la capitale gotica di Narbona che capitolò l'anno seguente, ponendo definitivamente fine al Regno dei Visigoti. Al termine dell'assedio, stando alle cronache medievali, tutti gli uomini della città furono massacrati mentre donne e bambini furono deportati come schiavi in Spagna. Il resto della Settimania tuttavia non cadde immediatamente e i nobili visigoti superstiti si arroccarono nelle altre città fortificate della regione o si rifugiarono nella vicina Aquitania.

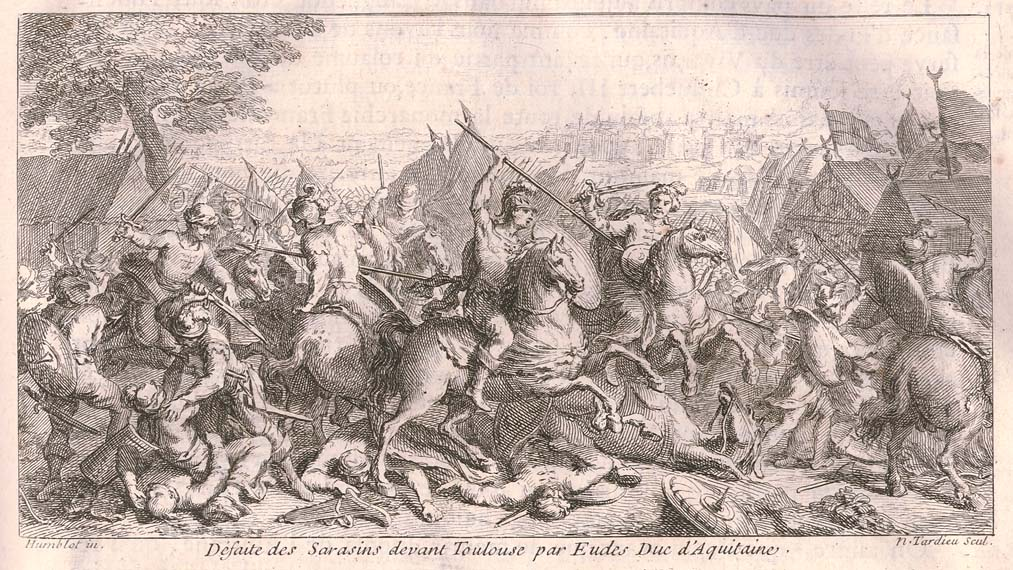
"I Saraceni sconfitti davanti a Tolosa da Oddone d'Aquitania", illustrazione dalla Histoire générale de Languedoc (1756)

Grazie al controllo di Narbona e della sua fascia costiera, al-Samh riuscì a far arrivare rapidamente molte altre truppe, che potevano ora raggiungere la Settimania via nave evitando il lungo e tortuoso valico dei passi pirenaici. Una volta ricostruite le fortificazioni di Narbona, che divenne la nuova base operativi delle forze musulmane, Zama diede inizio nella primavera del 721 a una nuova offensiva che devastò le campagne della regione e i suoi monasteri e portò in breve alla sottomissione di tutte le città della Settimania orientale, presso ciascuna delle quali fu lasciata una guarnigione. Zama volse poi il suo esercito verso ovest e puntò alla città di Carcassonne; giunto però sotto le sue possenti mura e resosi conto che la loro conquista avrebbe richiesto un lungo assedio, passò oltre e si diresse verso Tolosa, allora capitale dello stato aquitano. Il duca Oddone, consapevole di essere in netta inferiorità numerica, partì verso nord in cerca di rinforzi mentre la città fu posta sotto assedio dai musulmani. L'assedio proseguì fino al 9 giugno, quando Oddone tornò con numerose truppe raccolte nel resto del suo regno e nelle vicine Neustria e Borgogna e colse di sorpresa la retroguardia nemica. L'esercito musulmano fu quasi completamente annientato e lo stesso al-Samh morì durante lo scontro o pochi giorni dopo di esso per le ferite riportatevi. Tutte le forze saracene superstiti si rifugiarono dietro le mura di Narbona, comprese quelle che occupavano il resto delle città della Settimania, che furono così liberate dal controllo musulmano.

#### Resa definitiva delle città settimanie e incursione in Borgogna
Al defunto Zama successe come wali di al-Andalus Anbasa ibn Suhaym al-Kalbi, detto Ambiza, il quale nel 725 portò nuovamente il suo esercito a nord dei Pirenei per assicurare il definitivo controllo omayyade sulla Settimania. Carcassonne fu posta sotto assedio e si arrese dopo pochi giorni, accettando la sovranità omayyade ed entrando a far parte a tutti gli effetti del dominio musulmano con il nome di Qarqshuna. Dopo la caduta di Carcassonne, le altre città della regione preferirono non opporsi militarmente e arrendersi in cambio di termini sostanzialmente favorevoli: gli occupanti concessero alle élites locali politiche e religiose di mantenere il loro status, si astennero da ulteriori saccheggi e promisero di mantenere in vigore le tradizionali leggi gotiche. Entrarono così sotto il controllo omayyade anche le città di Béziers (Bazyih), Agde (Ajdah), Maguelone (Majlounah) e Nîmes (Nimah) con i loro rispettivi territori. Potendo così contare anche sul supporto, seppur condizionale, della nobiltà visigota, la Settimania fu pienamente incorporata nel califfato omayyade e trasformata in una provincia di al-Andalus con capitale Narbona (Arbûnah).
Secondo i codici medievali, una volta sottomesse le città settimanie e raggiunte così le rive del Rodano, Ambiza alla testa delle sue truppe avrebbe iniziato a risalire la valle del fiume, saccheggiando diverse località situate lungo il suo corso, tra cui Lione, presso la quale avrebbe lasciato una guarnigione. Tuttavia la città non sembra aver subito distruzioni né danni di rilievo attribuibili a questo periodo. L'esercito musulmano avrebbe poi proseguito verso nord seguendo la Saona, razziando e devastando i centri principali della Borgogna per poi dividersi in due colonne: una che puntò verso Autun e l'altra che raggiunse Langres e l'abbazia di Luxeuil. Gli invasori sarebbero stati fermati solo una volta giunti alle porte di Sens, dove sarebbero stati sconfitti da un esercito guidato dall'arcivescovo Ebbone. Di recente, l'effettiva estensione di questa incursione (che alcune fonti postdatano al 731 e attribuiscono quindi ad Abd al-Rahman ibn Abd Allah al-Ghafiqi) e dei vari eventi a essa collegati è stata di messa in dubbio dalla comunità storica; ad oggi diversi storici ritengono molto improbabile che Ambiza si sia spinto più a nord di Avignone, o al massimo di Lione, e che quindi molte delle distruzioni che la tradizione manoscritta successiva attribuisce agli invasori musulmani siano state in realtà causate dal passaggio delle truppe franche di Carlo Martello durante le sue campagne di sottomissione della Borgogna.
Al termine dello stesso anno o all'inizio di quello successivo Ambiza condusse nuovamente il suo esercito verso l'Aquitania con l'obiettivo di portare un nuovo attacco a Tolosa, ma fu sconfitto e ucciso poco più a nord di Carcassonne in una battaglia contro le truppe del duca Oddone I. Secondo alcuni storici si trattò probabilmente solo dell'ultimo di una serie di tentativi di attaccare i territori aquitani, che furono però tutti respinti. Le eventuali truppe saracene rimaste nella valle del Rodano furono espulse entro il 733, quando Carlo Martello intraprese la sua prima campagna per sottomettere l'area.

### Rivolta berbera e invasione dell'Aquitania (729-732)

#### Rivolta di Munuza
Col passare degli anni nella Settimania islamica, così come in varie altre parti dell'occidente omayyade, esplosero tensioni di natura etnico-religiosa fra arabi e berberi. Sin dall'inizio della conquista del Nord Africa, i comandanti arabi avevano spesso trattato le loro truppe berbere con scarsa considerazione e talvolta persino in maniera apertamente irrispettosa, e questo nonostante esse avessero costituito il grosso dell'esercito omayyade durante la conquista sia del Maghreb occidentale sia, soprattutto, della Spagna. Sebbene i berberi si fossero convertiti all'Islam abbastanza rapidamente e avessero poi attivamente contribuito alla sua espansione, essi continuarono a essere visti dalle classi dirigenti arabe come sudditi di "seconda classe": i ruoli di governo e comando gli erano spesso preclusi, solitamente a favore di nobili arabi di provenienza mediorientale; al termine delle conquiste ricevevano una porzione nettamente inferiore delle spoglie di guerra; e all'interno dell'esercito si vedevano spesso assegnare i ruoli più pericolosi, come quelli di avanguardia durante le battaglie o di guarnigione nelle zone di confine.
Ma l'umiliazione più grande che erano costretti a subire era quella fiscale. Nonostante infatti fossero ormai per la maggior parte musulmani, i berberi erano ancora trattati come dhimmi (ossia come popoli sottomessi di fede non islamica) e perciò soggetti a tassazioni ulteriori rispetto ai loro correligionari arabi. Questa pratica era in aperta contraddizione delle leggi islamiche e per questo nel 718 il califfo Omar II ne aveva proibito la prosecuzione. Nel tempo tuttavia i wali di Ifriqiya e al-Andalus, per i quali questa tassazione rappresentava un'importante fonte di entrate fiscali, riuscirono comunque a trovare soluzioni per aggirare questo divieto (specialmente dopo le costose campagne militari degli anni 720), portando i loro sudditi berberi al limite della sopportazione.

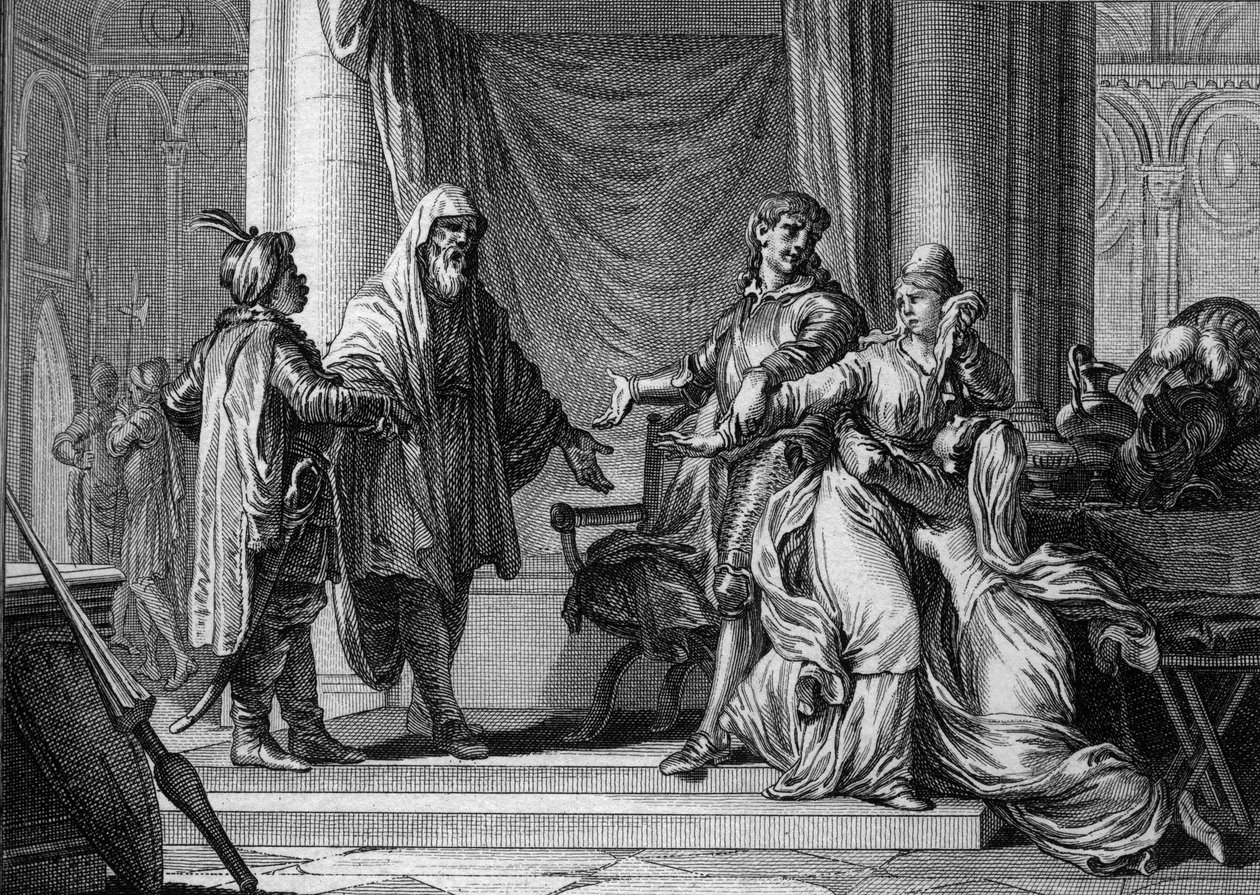
Oddone d'Aquitania concede sua figlia in sposa a Munuza in un'incisione del XVIII secolo

Di queste crescenti tensioni (che di lì a qualche anno sarebbero culminate anche in Maghreb e al-Andalus nella grande rivolta berbera) seppe approfittare Uthman ibn Naissa, detto Munuza, governatore berbero di Narbona. Con il sostegno delle truppe berbere, nel 729 egli dichiarò la propria provincia (che all'epoca comprendeva, oltre alla Settimania, anche la parte settentrionale dell'attuale Catalogna) indipendente dal governo di Cordova e vi stabilì un proprio principato. Per mettere in sicurezza il suo confine settentrionale Munuza si affrettò a stringere un'alleanza con Oddone d'Aquitania, anch'egli interessato a pacificare la sua frontiera a sud per poter concentrare le sue forze sulla lotta contro Carlo Martello. Stando alle cronache, l'alleanza sarebbe stata sancita tramite il matrimonio di Munuza con Lampegia, figlia del duca aquitano. Il vescovo di Urgell Nambaudo si oppose al tentativo di indipendenza di Munuza e per questo fu da quest'ultimo giustiziato. In risposta a questi eventi il nuovo wali di al-Andalus Abd al-Rahman ibn Abd Allah al-Ghafiqi (detto Abderaman) portò alcuni contingenti di cavalleria verso nord nel 731 e mise sotto assedio la roccaforte di Llívia nella quale Munuza si era rifugiato. Quando era ormai evidente che la città sarebbe caduta, Munuza tentò la fuga attraverso i passi montani ma fu raggiunto dalle truppe omayyadi e ucciso (oppure secondo un'altra versione si suicidò gettandosi da un dirupo), mentre sua moglie fu inviata come schiava a Damasco.
Anche in questo caso, l'esatta cronologia di questi eventi e quali siano realmente accaduti è oggetto di dibattito. Per esempio, il fatto che Oddone possa aver concesso la figlia in sposa a un capo straniero, musulmano e ribelle è oggi considerato improbabile. Inoltre, diversi storici ritengono che l'identificazione della figura di Munuza con quella del governatore Uthman ibn Naissa sia in realtà una correlazione spuria, e alcuni sostengono persino che Munuza sia da considerarsi un personaggio sostanzialmente leggendario e che la sua rivolta non sia mai avvenuta.

#### Spedizione omayyade in Aquitania

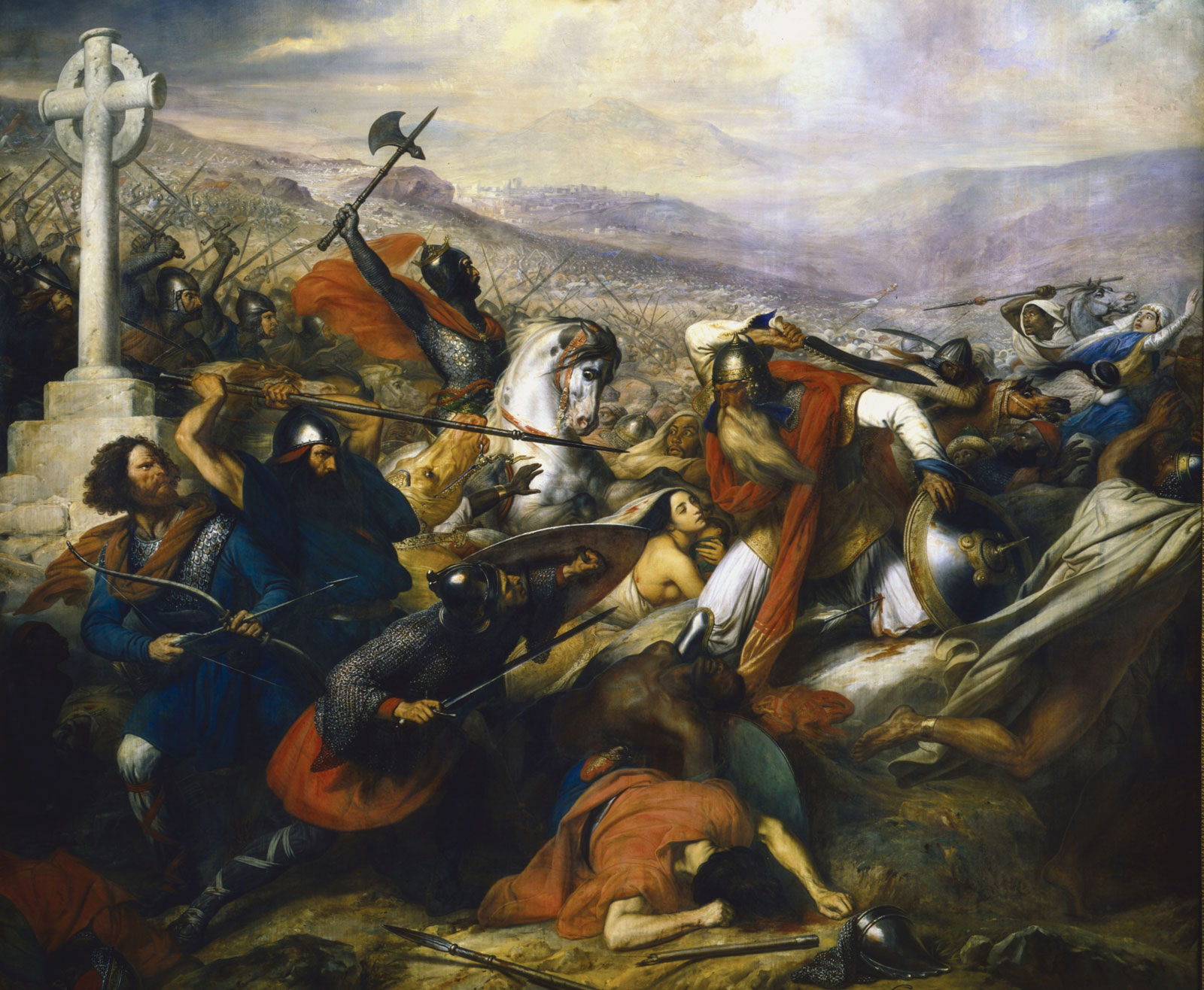
La battaglia di Poitiers in un dipinto di Charles de Steuben

Ricondotta la Settimania sotto il pieno controllo andaluso, Abderaman decise di riprendere le ostilità contro il suo vicino settentrionale, forse come punizione per aver sostenuto il ribelle Munuza o forse come naturale conseguenza dell'aver già a disposizione un grande contingente in zona pirenaica dopo aver sedato la rivolta berbera (secondo una tradizione, oggi ritenuta inaffidabile, Abderaman sarebbe stato invece invitato in Aquitania dal duca Oddone stesso come alleato contro Carlo Martello ma avrebbe poi approfittato della situazione per colpire alle spalle colui che lo aveva lasciato entrare nelle sue terre). Quale che fosse il motivo dell'attacco, il momento si presentava particolarmente favorevole: Oddone aveva infatti portato la maggior parte delle sue truppe a nord per contrastare l'espansione di Carlo Martello, dal quale era stato però pesantemente sconfitto nella battaglia di Bourges, lasciando quindi quasi del tutto sguarnita la parte meridionale del suo dominio. Nella primavera del 732 Abderaman e il suo esercito entrarono in Gallia attraverso i passi della Navarra e, dopo aver razziato la Guascogna, si fecero rapidamente strada verso nord, puntando su Bordeaux, principale centro aquitano sull'Atlantico. Oddone cercò di radunare di nuovo le sue truppe il più in fretta possibile per rispondere all'invasione ma non riuscì a impedire il saccheggio della città girondina. L'esercito aquitano poté intercettare i musulmani solo alcuni chilometri più a nord, alla confluenza dei fiumi Garonna e Dordogna, dove subì però un'altra cocente sconfitta che lo mise completamente in rotta.
Sopravvissuto alla battaglia, il duca d'Aquitania, data la situazione disperata, si vide costretto a chiedere aiuto al suo acerrimo nemico, il maestro di palazzo Carlo, il quale acconsentì a intervenire a patto che Oddone accettasse di fare atto di sottomissione nei suoi confronti e di riconoscerlo come suo superiore, cosa che fece. Nel frattempo i musulmani proseguirono la loro campagna di razzie anche in Périgord, Angoumois, Saintonge e Poitou, saccheggiandone i principali centri urbani. Approfittando di questa lenta avanzata, il nuovo esercito franco unito ebbe tempo sufficiente per organizzarsi e, una volta pronto, si mosse rapidamente verso sud, riuscendo a intercettare i saraceni prima che raggiungessero Tours, centro principale della cristianità franca. La battaglia che ne scaturì, combattuta poco lontano dalla città di Poitiers e probabilmente nel mese di ottobre, si concluse con una netta vittoria dei Franchi nonostante la loro inferiorità numerica. Le perdite tra i musulmani furono ingenti, tra cui lo stesso wali Abderaman, e i superstiti si ritirarono rapidamente al di là dei Pirenei.
L'invasione dell'Aquitania avrebbe potuto avere una seconda fase che però non si concretizzò mai. L'anno successivo infatti il nuovo wali di al-Andalus Abd al-Malik ibn Qahtan al-Fihri (detto Abdelmelic o Abdalmalec) tentò nuovamente di attaccare la Guascogna tramite i valichi navarrini ma fu sconfitto nelle valli pirenaiche dalle locali forze basche e perciò costretto a ripiegare in Spagna e a rinunciare ai suoi piani di invasione.

### Campagna di Provenza (734-737)

#### Rivolta della Provenza e occupazione omayyade
Gli eventi del 732 furono solo l'inizio del coinvolgimento di Carlo Martello nella lotta contro le forze musulmane. Appena due anni dopo infatti, nel 734 (o secondo alcune fonti nel 735), il patricius e dux di Provenza Mauronto decise di sottrarsi al controllo merovingio e di dichiararsi indipendente dal Regno dei Franchi, potendo contare sul sostegno della nobiltà locale che, essendo principalmente di origine visigota e gallo-romana, mal sopportava la dominazione franca. Consapevole di non poter respingere da solo l'inevitabile tentativo di riconquista di Carlo Martello, Mauronto chiese il sostegno del nuovo wali di Narbona Yusuf ibn Abd al-Rahman al-Fihri (detto Jusefibin Abderaman) e lo invitò a portare le proprie guarnigioni presso le principali città della regione. Non è noto se questa indicazione del patrizio provenzale servisse a rafforzare le difese delle città contro i futuri attacchi franchi o se invece a garantire il suo pieno controllo sulle realtà urbane, quel che è certo però è che i centri di Avignone, Saint-Remy, Arles e probabilmente anche Marsiglia aprirono le loro porte alle truppe saracene senza opporre sostanziale resistenza (sebbene alcune fonti più tarde, oggi considerate non affidabili, parlino di lunghi assedi e violenti scontri).
Benché messo al corrente di questi avvenimenti, Carlo Martello non poté intervenire immediatamente poiché impegnato in quello stesso periodo a pacificare i Frisoni e a contrastare le aspirazioni autonomiste di Unaldo, subentrato nel frattempo al padre Oddone sul trono d'Aquitania, e dovette attendere oltre due anni prima di poter prendere i necessari provvedimenti, dando tempo allo schieramento saraceno-provenzale di consolidare le proprie posizioni.

#### Riconquista franca e incursione in Settimania

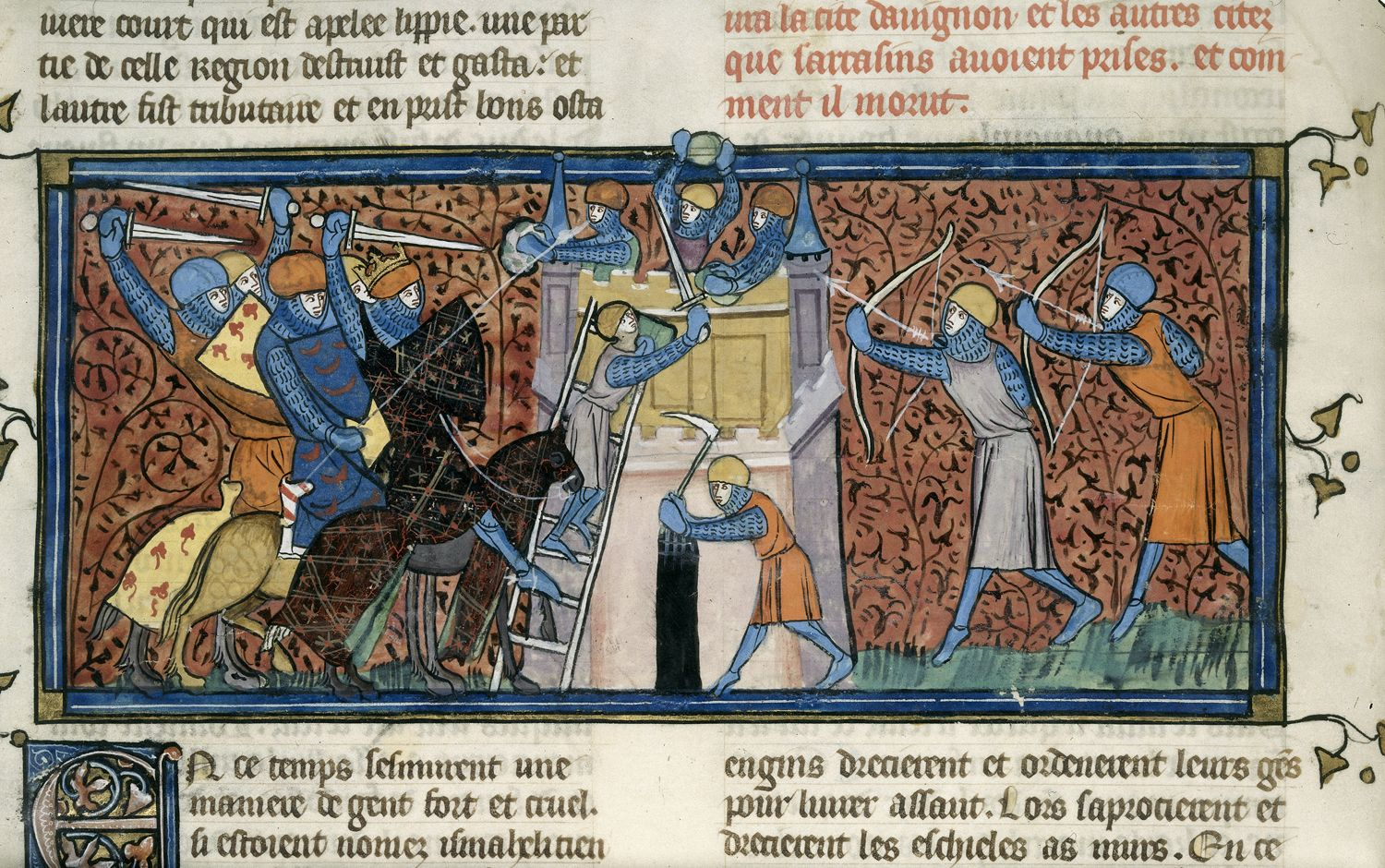
Carlo Martello assedia Avignone in un'illustrazione delle Grandes Chroniques de France, XIV secolo

Carlo poté finalmente dedicarsi al rivoltoso Mauronto e ai suoi alleati musulmani solo nel 736. Come prima cosa predispose un ingente esercito e ne affidò la guida a suo fratello Ildebrando con l'ordine di raggiungere la Provenza passando attraverso le valli della Soana e del Rodano, dove avrebbe anche dovuto assoggettare definitivamente la Borgogna e il Lionese al dominio franco. Il maestro di palazzo inviò inoltre dei messaggeri oltralpe per chiedere l'assistenza del re dei Longobardi Liutprando per sottomettere la provincia ribelle; il sovrano longobardo, che non gradiva la prospettiva di avere una presenza saracena stabile così vicina ai propri confini, rispose positivamente alla richiesta di Carlo e portò un suo contingente attraverso i passi alpini. Le truppe franco-longobarde entrarono così insieme in Provenza e sbaragliarono le forze saraceno-provenzali, riuscendo a riprendere il controllo delle maggiori città della regione prima della fine dell'anno; unica eccezione fu la città di Avignone, dietro le cui possenti mura si erano rifugiate tutte le truppe musulmane superstiti. Ildebrando mise perciò la città sotto assedio nella primavera del 737 e presto fu raggiunto dal fratello Carlo, che portò con sé ulteriori rinforzi. Quando la città fu infine espugnata grazie all'uso delle macchine d'assedio, i Franchi trucidarono tutti i musulmani che trovarono all'interno e, secondo alcune fonti, anche tutti gli abitanti cristiani che avevano collaborato con loro.
Una volta ricondotta la Provenza sotto il suo controllo, Carlo rivolse le sue attenzioni verso la Settimania, che fu invasa da forze cristiane per la prima volta da quando era stata conquistata dagli arabo-berberi quasi vent'anni prima. Dopo aver attraversato il Rodano, l'esercito franco si fece rapidamente strada verso Narbona distruggendo tutto quello che incontrava sul suo cammino: i grandi centri come Nîmes, Agde, Béziers furono saccheggiati e le loro fortificazioni sistematicamente demolite affinché i musulmani non potessero più utilizzarle (secondo alcune fonti, queste opere di distruzione avvennero solo dopo l'attacco su Narbona e non prima); Maguelone subì devastazioni talmente pesanti da non riprendersi mai più e i suoi abitanti preferirono rifugiarsi nella vicina Montpellier, che da lì in avanti divenne il centro urbano principale della zona. Una volta raggiunta la capitale settimania Carlo e i suoi soldati la cinsero d'assedio. Prima che la città fosse completamente circondata, il comandante della guarnigione di Narbona, tale Athima, riuscì a inviare una richiesta di soccorso al wali andaluso Uqba ibn al-Hajjaj al-Saluli (detto Ocba), il quale prontamente inviò via nave un contingente, capitanato dal generale Umar ibn Halid (detto Amor), per aiutare gli assediati. Le forze musulmane sbarcarono alcuni chilometri a sud di Narbona e per contrastarle Carlo fu costretto a disimpegnare una buona parte delle sue truppe dall'assedio della città. La battaglia tra i due schieramenti si svolse presso le rive del fiume Berre (probabilmente nei pressi dell'attuale Sigean) e si concluse con la vittoria dei Franchi. Nonostante la sconfitta sul campo e la morte del comandante Amor, la missione di soccorso saracena era riuscita nel suo intento primario di rompere l'assedio e permettere così alla città di Narbona di rifornirsi. Perciò Carlo, temendo l'ormai imminente arrivo della brutta stagione e raggiunto inoltre dalla notizia della morte del re dei Franchi Teodorico IV, preferì togliere definitivamente l'assedio e rientrare in Neustria per occuparsi delle questioni interne del regno.

### Conquista franca della Settimania (752-759)
Con lo scoppio della grande rivolta berbera e della susseguente guerra civile nel mondo andaluso nel 739 e con la morte di Carlo Martello nel 741, il conflitto franco-musulmano rimase sostanzialmente congelato per i successivi quindici anni, durante i quali non si registrarono operazioni belliche di rilievo, a eccezione forse di un'incursione del nuovo duca d'Aquitania Guaiferio, figlio di Unaldo, sulla regione di Narbona del 751.
Nel 752 Pipino, figlio di Carlo Martello, succeduto nel frattempo al padre come maggiordomo del regno per poi farsi incoronare da papa Zaccaria come nuovo re dei Franchi, decise di porre fine una volta per tutte alla questione saracena e a capo del proprio esercito invase nuovamente la Settimania. Le popolazioni delle città occidentali della regione, tramite il loro rappresentante Ansemondo, conte di Nîmes, decisero di aprire le porte agli invasori e sottomettersi senza combattere a patto che i conquistatori promettessero di mantenere e rispettare le leggi gotiche; numerosi guerrieri Visigoti insieme al loro conte si unirono allora alle forze franche per portare il definitivo assalto a Narbona. La capitale saracena fu posta sotto assedio ma, nonostante diversi tentativi di sfondamento da parte degli assalitori, riuscì a resistere per diversi mesi. Secondo il Chronicon Moissiacense, durante queste settimane il duca Guaiferio d'Aquitania, consapevole che un'eventuale conquista della Settimania da parte di Pipino avrebbe permesso di fatto al Regno franco di accerchiare completamente i territori aquitani rendendoli indifendibili, lanciò un attacco sulle forze assedianti nella speranza di rompere il blocco intorno a Narbona ma fu sconfitto e costretto a ripiegare in Guascogna. Avendo compreso che la città non sarebbe caduta in tempi brevi, re Pipino decise di alleggerire l'assedio e di riportare gran parte del suo esercito in patria, lasciando nella regione solo alcune guarnigioni guidate da alcuni suoi luogotenenti e dal conte Ansemondo (che però sarebbe stato ucciso agli inizi del 753 da alcuni suoi uomini che non condividevano la sua politica di totale collaborazione coi Franchi) con il compito di mantenere la pressione sui narbonesi tramite piccole scorrerie e azioni di disturbo. In breve però l'operazione militare andò sostanzialmente in stallo: da una parte la città di Narbona non poteva ricevere aiuti da al-Andalus a causa del crollo del califfato omayyade e dei susseguenti sconvolgimento politici che ne scaturirono, dall'altra i Franchi non potevano mantenere un numero di soldati sufficienti a un assedio completo a causa di una grave carestia che aveva colpito in quegli stessi anni il nord della Spagna e il sud della Gallia.

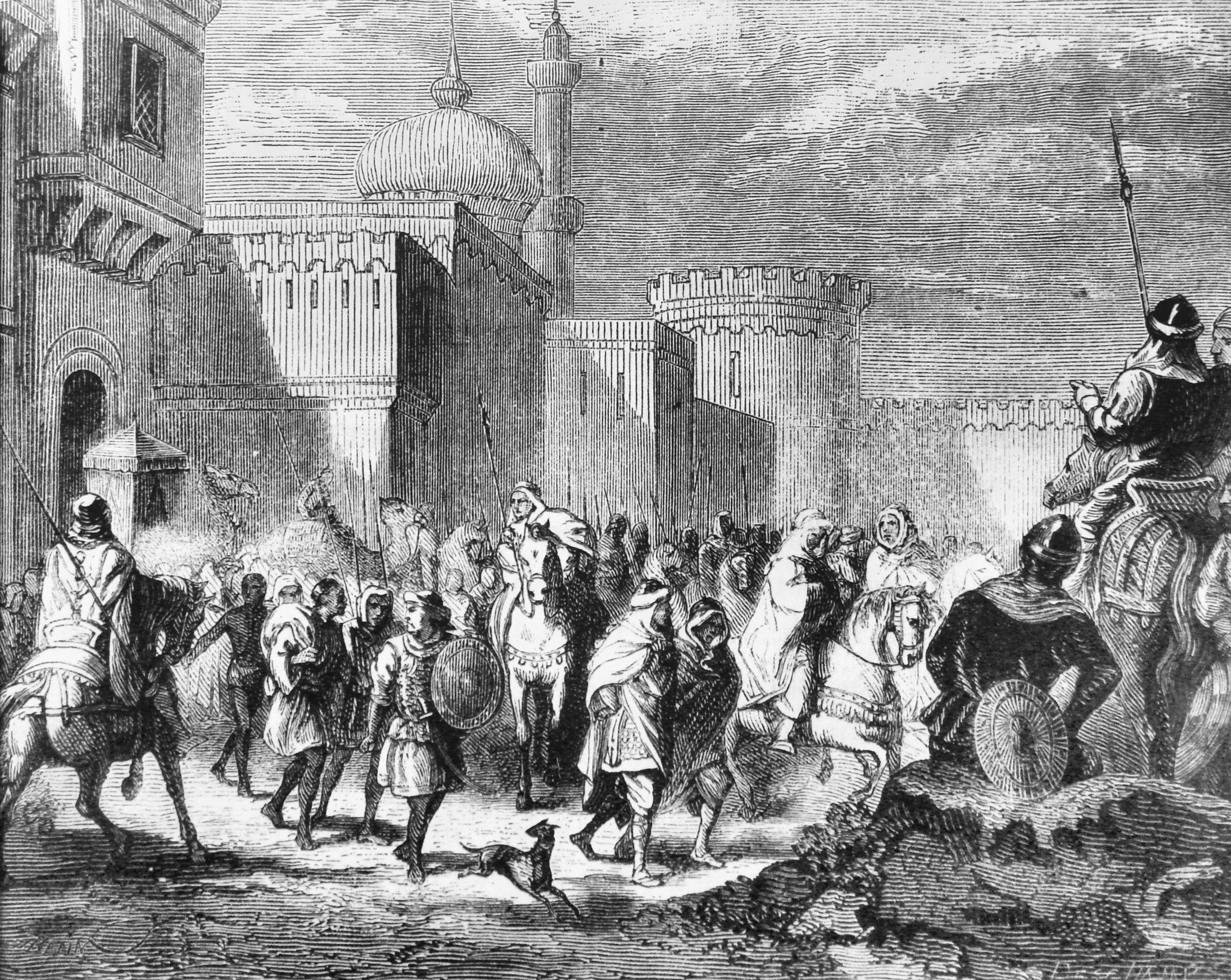
I soldati omayyadi vengono espulsi da Narbona da Pipino il Breve in un'incisione di Émile Bayard, 1880

Narbona sarebbe infine caduta a causa del tradimento della sua popolazione visigota: i Franchi promisero infatti loro di risparmiarli e di conservare le loro leggi e istituzioni se si fossero arresi, così essi consegnarono la città agli assedianti dopo aver ucciso le guarnigioni musulmane. Questi eventi vengono tradizionalmente datati al 759. Tuttavia le varie fonti differiscono notevolmente tra loro sulla data dell'effettiva caduta di Narbona: il Chronicon Moissiacense la riporta nel 759; le cronache arabe, così come gli Annali di Metz, la riportano invece già nel 752; mentre la Vita Caroli non fornisce alcuna informazione al riguardo, limitandosi a riportare che nel 759 Pipino non lasciò mai i confini del suo regno; altre fonti ancora riportano come Abd al-Rahman ibn Mu'awiya, dopo aver preso il pieno controllo di al-Andalus e avervi stabilito l'emirato di Cordova, avrebbe inviato in soccorso di Narbona una spedizione militare, guidata da un certo Sulaymân, che fu però bloccata e sconfitta nei passi pirenaici dai Franchi (o forse di nuovo dai Baschi); questo evento collocherebbe quindi la caduta della città dopo il 756. Non è invece noto quando cadde la città di Carassonne né se la sua presa sia stata precedente o successiva a quella della capitale settimania.
La caduta di Narbona sancì la fine del dominio saraceno nel sud della Gallia, protrattosi per circa quarant'anni. Tutti i restanti musulmani furono cacciati a sud dei Pirenei e la Settimania fu incorporata nel Regno dei Franchi con il nome di Gotia.

## Incursioni successive
Nel 793 Hisham ibn Abd al-Rahman, secondo emiro di Cordova, tentò di riconquistare la Settimania inviando oltre i Pirenei un grande esercito guidata dal generale Abd-al-Maik ibn Abd-al-Wahid ibn Mughith. Questi riuscì a raggiungere nuovamente Narbona, che fu posta sotto assedio e poi parzialmente data alle fiamme, per poi sconfiggere il conte Guglielmo I di Tolosa nella battaglia dell'Orbieu, presso l'attuale Villedaigne; tuttavia rientrò poi in Spagna senza essere riuscito a conseguire conquiste durature.
L'ultima grande incursione in Settimania, stavolta però con il solo scopo di razziare la regione, avvenne nell'841 per mano del generale Abd al-Wahid ibn Yazid al-Iskandarani, che nuovamente poté spingersi fino a Narbona senza tuttavia riuscire a saccheggiarla.

## Organizzazione e società della Settimania islamica
Pur essendo stata integrata come provincia del califfato omayyade e posta sotto l'amministrazione di un wali (governatore), l'organizzazione della Settimania islamica mantenne per tutta la sua esistenza delle caratteristiche uniche. Data l'accentuata natura di marca di confine della regione, infatti, i governanti musulmani si concentrarono quasi esclusivamente sulla gestione degli aspetti militari, mentre la società civile continuò a reggersi principalmente sulle leggi e gli apparati amministrativi del precedente Stato visigoto. Alle singole comunità locali settimanie fu persino concesso in molti casi di autogovernarsi tramite le figure dei cosiddetti "conti dei Goti", tra i quali si può annoverare, oltre al già citato Ansemondo di Nîmes, anche Milone di Narbona.
Anche dal punto di vista etnico e religioso non si assistette a grandi stravolgimenti. Non ci fu nessun tentativo di islamizzare rapidamente la regione e la maggior parte della sua popolazione rimase di fede cristiana o ebraica (gli ebrei costituivano infatti una comunità particolarmente numerosa nel regno visigoto). Inoltre la Settimania fu interessata in maniera molto marginale da fenomeni di immigrazione dal resto del mondo musulmano: come evidenziato anche dalle indagini archeologiche, infatti, le città della regione non videro grandi espansioni né la costruzione di nuovi edifici religiosi di rilievo, da cui si deduce che la popolazione di origine saracena sia rimasta sempre un'esigua minoranza e che i musulmani, che fossero arabi (principalmente dirigenti e burocrati) o berberi (principalmente militari), tendessero a restare nella provincia solo per la durata del loro mandato, per poi rientrare in Spagna. Sembra inoltre che ricoprire cariche di governo o comando militare a Narbona fosse considerato un importante trampolino di lancio per la propria carriera politica, e diverse figure che operarono nel teatro settimanio finirono per diventare poi wali dell'intera al-Andalus.

## Archeologia
La lunga presenza omayyade nell'attuale Francia meridionale è attestata, oltre che dai documenti storici, anche da numerosi resti archeologici. Monete con iscrizioni in lingua araba sono state scoperte in diverse località della Linguadoca, mentre nel sito di Ruscino sono stati ritrovati dei sigilli recanti la scritta Arbûnah (nome arabo di Narbona).
Durante degli scavi a Nîmes nel 2006-2007 sono emerse tre tombe di soldati musulmani che sono state datate tra il VII e il IX secolo, il che le rende compatibili con il periodo dell'occupazione islamica della Settimania. Si tratta delle sepolture musulmane più antiche mai rinvenute su suolo francese. Un'analisi genetica condotta nel 2016 sui resti ha appurato l'origine nordafricana, probabilmente berbera, dei tre individui ivi sepolti, che presentavano tutti l'aplogruppo E-M81 tipico del Maghreb.